# NGC 6614
NGC 6614 је елиптична галаксија у сазвежђу Паун која се налази на NGC листи објеката дубоког неба.
Деклинација објекта је - 63° 14' 54" а ректасцензија 18h 25m 7,3s. Привидна величина (магнитуда) објекта NGC 6614 износи 12,8 а фотографска магнитуда 13,8. NGC 6614 је још познат и под ознакама ESO 103-18, PGC 61852.